# Synapha fulva
Synapha fulva är en tvåvingeart som beskrevs av Lane 1954. Synapha fulva ingår i släktet Synapha och familjen svampmyggor. Inga underarter finns listade i Catalogue of Life.